# صالح سخندان
صالح سخندان (زاده ۵ آبان ۱۳۶۹ در تهران) طراح آثار حوزه هنری دیدمانی و خطای دید سه‌بعدی و بنیان‌گذار ویداوین و استودیو صالسو است که به خاطر آثارش به نام آقای خطای دید نیز شناخته می‌شود. سخندان دانشجوی مهندسی برق بود که به خاطر علاقه‌اش به حوزه هنری خطای دید از دانشگاه انصراف داد. او پیش از آشنایی با خطای دید تجربهٔ کار در زمینه گرافیک را داشت. سخندان در سبک هنری خود آثار شخصی و تجاری زیادی برجای گذاشته‌است و با شرکت در مسابقه تلویزیونی عصر جدید هنر خود را در تلویزیون صدا و سیما نیز به نمایش گذاشت.

## زندگی‌نامه
صالح سخندان ۵ آبان ۱۳۶۹ در تهران متولد شد. به خاطر علاقهٔ خود به مهندسی، هنر و ریاضیات و تجربهٔ کار در زمینه گرافیک به کاربرد این سه رشته در آثارش تمایل داشت. در سال ۱۳۸۹ در حالی که ۲ سال از دوران تحصیلاتش در رشتهٔ مهندسی برق دانشگاه صنعتی خواجه نصیرالدین طوسی می‌گذشت با حوزه هنری خطای دید آشنا شد و اولین پروژه خود را در زمینه واریخت‌سازی تابلوها گرفت و پس از یک سال در سال ۱۳۹۰ این پروژه را به اتمام رساند.
علاقه‌مندی سخندان به حوزه هنری واریخت و تجربه انجام پروژه‌های گرافیکی برای سازمان‌ها و شرکت‌ها مقدمه‌ای بود تا از دانشگاه انصراف دهد و از سال ۱۳۹۰ به‌طور تخصصی به مطالعه و طراحی در زمینه خطای دید بپردازد. اولین نمود فعالیت صالح سخندان در حوزه خطای دید، نقاشی سه بعدی بود اما اولین تجربه او نبود. او همچنین پیشگام نقاشی سه بعدی دیجیتال در دنیا است.
سخندان در سال‌های فعالیت خود صدها اثر شخصی و پروژه تجاری انجام داده‌است که به صورت کلی می‌توان به ساخت پارک‌ها، موزه‌های بزرگ، طراحی گرافیکی و مجسمه‌سازی بر اساس خطای دید و چیدمان‌های خاص و نقاشی‌های سه بعدی اشاره کرد. رؤیا پارک (واقع در دارآباد)، خانهٔ وارونه (واقع در پارک جنگلی چیتگر) و ایلوژنا (واقع در ایران مال) از نمونه آثار او در شهر تهران است.
از سال ۱۳۹۳ به تولید پرداخت و اولین محصول خود را در قالب برچسب ارائه نمود که با برچسب‌های متداولی که در حوزه دکوراسیون استفاده می‌شد، متفاوت بود.
در اسفند ۱۳۹۴ صالح سخندان گروهی هنری به نام «آقای خطای دید» از هنرمندان فعال در حوزه هنری خطای دید با تجربه مطالعاتی و طراحی از سال ۱۳۹۰ تشکیل داد که آثار متعددی از این گروه در فضای مجازی منتشر شده‌است.

## سبک نقاشی

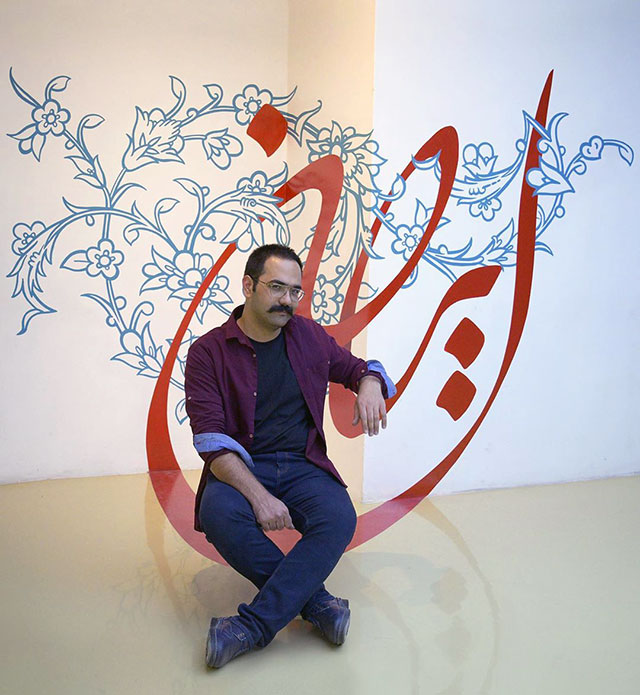
از آثار واریخت‌سازی صالح سخندان در موزه رؤیا پارک تهران

آثار هنری خطای دید، آثاری هستند که در نگاه اول آن چیزی که به نظر می‌رسند، نیستند و حتی بی‌نظم و درهم‌وبرهم به نظر می‌آیند اما در زاویه‌ای خاص معنادار می‌شوند. به گفتهٔ سخندان تحصیلات دانشگاهی و حتی کتاب جامعی که به این موضوع پرداخته باشد، وجود ندارد و یک موضوع بین رشته‌ای، ترکیبی از پزشکی، هنر، مهندسی است که برای فعالیت در این زمینه نیاز داریم با نحوه کارکرد مغز و سیستم بینایی و مباحث هندسه، نور و فیزیک آشنا باشیم.
صالح سخندان درکشیدن آثارش از روش بداهه و ایده بدون طرح اولیه استفاده می‌کند. در ابتدا آثاری که با خطای دید خلق می‌کرد به دلیل تازگی این موضوع جدی گرفته نمی‌شد اما به مرور با انتشار عکس آثارش در اینترنت و شبکه‌های اجتماعی بیشتر از قبل مورد توجه قرار گرفت و حوزه هنری خطای دید و کاربرد آن در صنایع و به خصوص در تبلیغات و سرگرمی بیش از پیش شناخته شد.
به گفته سخندان در اصل نقاشی‌های سه بعدی با استفاده از پاستل‌های گچی در خیابان کشیده می‌شدند و به هنر خیابانی معروف بودند. هدف این گونه آثار رساندن محتوا و اصل نیت هنرمند است و خود نقاشی حائز اهمیت نیست بلکه خروجی آن، مثل عکس‌هایی که از آن گرفته می‌شود اهمیت دارد. به همین دلیل الزامی بر ماندگاری آن‌ها وجود ندارد اما می‌توان با استفاده از متریال و رنگ‌های خاص ماندگاری این آثار را افزایش داد.

## آثار

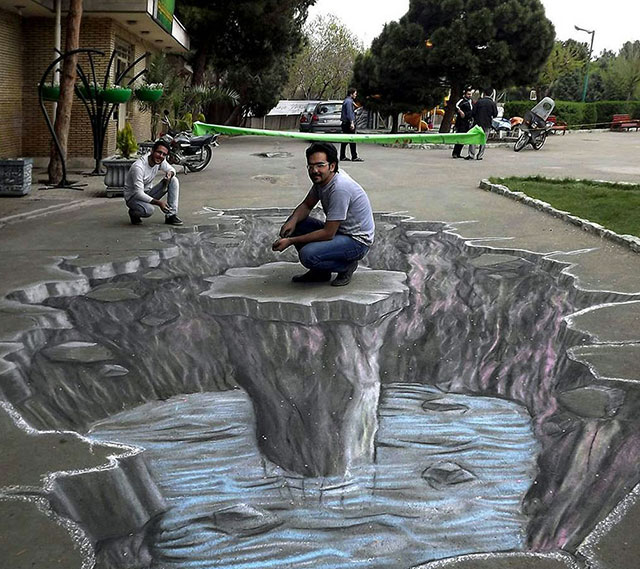
اولین نقاشی سه بعدی عمومی صالح سخندان با گچ رنگی در پارک چیتگر تهران (سال ۱۳۹۱)

در سال ۱۳۸۹ سخندان کار خود را با طراحی دگرگون چند سطحی تابلوهای پارکینگ مجتمع تجاری تیراژه ۲ آغاز کرد. این تابلوها به منظور راهنمایی راننده‌ها به سمت در خروجی و طبقات مختلف پارکینگ استفاده شده‌است.
در سال ۱۳۹۱ اولین نقاشی سه بعدی خود را در پارک چیتگر تهران با استفاده از زغال و گچ رنگی در متراژ ۱۷ متر مربع کشید. این اثر بعد از یک روز با بارش باران به علت استفاده از گچ رنگی درکشیدن اثر از روی زمین پاک شد.
در سال ۱۳۹۲ به سفارش شهرداری تهران در بوستان هنرمندان نقاشی سه‌بعدی برج میلاد را با استفاده از رنگ اکرولیک بر روی زمین کشید.

در سال ۱۳۹۴ به سفارش تداکس تهران لوگوی کنفرانس پارادایم نو را طراحی نمود

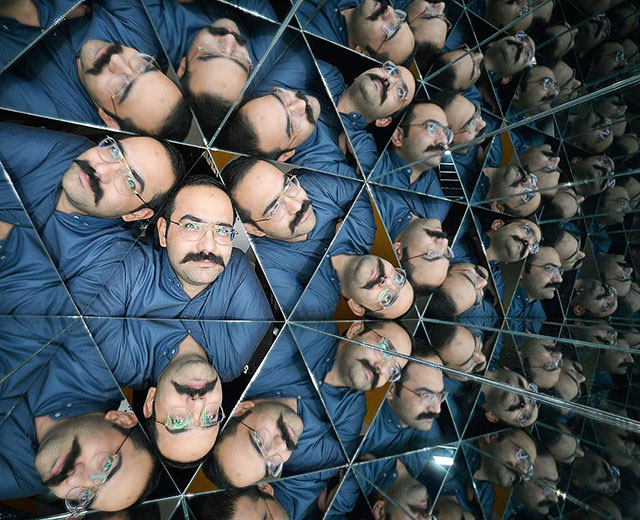
آینه بی‌نهایت مثلثی از آثار صالح سخندان در موزه رؤیا پارک تهران

در سال ۱۳۹۷ اولین موزه خطای دید ایران به نام رؤیا پارک در مجموعه موزه‌های دارآباد با طراحی و نظارت صالح سخندان ساخته شد و در فروردین ۱۳۹۸ افتتاح شد. تمام این مجموعه به صورت صددرصدی توسط متخصصان و طراحان تیم مهندسی-هنری آقای خطای دید بدون بهره‌گیری از مهندسان و طراحان خارجی ساخته شد. وجود المان‌های ایرانی در بخش‌های مختلف این مجموعه مانند قالیچه پرنده، آرش کمانگیر، سیمرغ، یوزپلنگ ایرانی حس بومی بودن این اثر را برای بازدیدکننده‌ها تداعی می‌کند.
در آبان ۱۳۹۸ سخندان پروژه خانه وارونه را در دریاچه چیتگر با سوژه اتاق‌های وارونه آغاز کرد. موزه‌های زیادی در دنیا با این سوژه که به نام Upside Down شناخته شده‌است، وجود دارد. پیش از این پروژه نیز سه جاذبه اتاق وارونه در موزه رؤیا پارک اجرا شده بود اما خانه وارونه تهران اولین مجموعه اختصاصی با محوریت اتاق‌های وارونه در ایران است که در بهمن ۱۳۹۸ افتتاح شد.

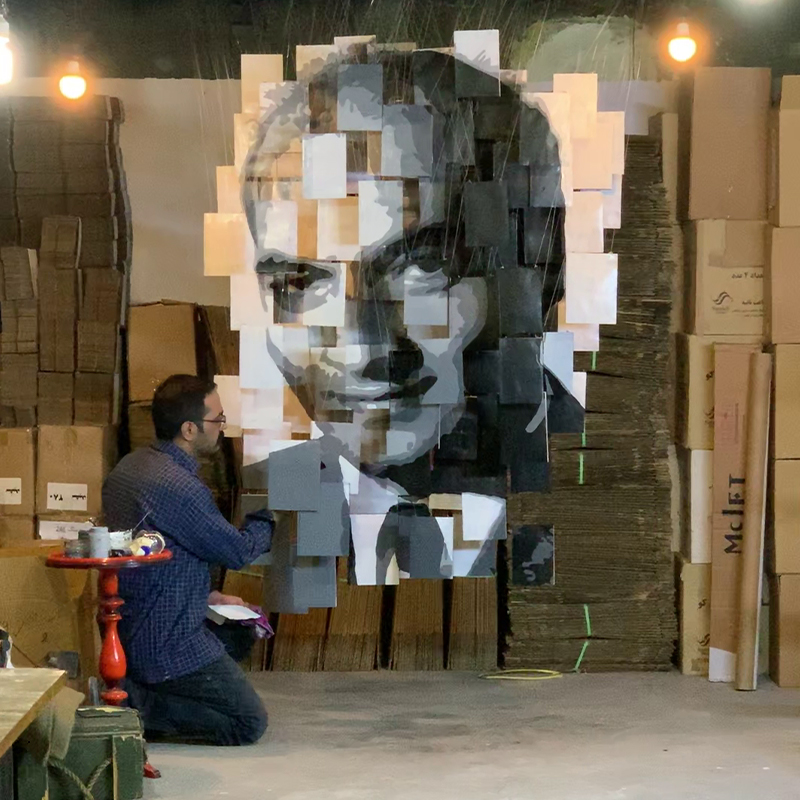
چیدمان خطای دید از پرتره علی شریعتی در ایستگاه متروی دکتر شریعتی تهران

در آذر ۱۳۹۸ به درخواست معاونت فرهنگی هنری مترو تهران صالح سخندان در ایستگاه متروی دکتر شریعتی تهران چیدمان خطای دید از پرتره علی شریعتی را خلق کرد. در این چیدمان از کتاب‌های شریعتی استفاده شده که با تماشای نقاشی روی سطوح مختلف آن‌ها از زاویهٔ‌ای خاص، تصویر پرتره علی شریعتی دیده می‌شود.

## حضور در مسابقه تلویزیونی عصر جدید
صالح سخندان در فصل دوم مسابقه تلویزیونی عصر جدید در زمینه هنری برای نمایش استعداد خود در زمینه خطای دید شرکت نمود. با پذیرش در مرحله راستی‌آزمایی این فصل از مسابقه برای اجرا در مرحله اول انتخاب شد. سخندان با اولین اجرای خود در قسمت نهم مرحله اول این مسابقه از داوران سید بشیر حسینی، رؤیا نونهالی و امین حیایی زنگ سفید (رای بله داوران) و از آریا عظیمی‌نژاد زنگ قرمز (رای نه داوران) دریافت نمود. اجرای سخندان تلفیقی از هنر نقاشی و مهندسی بود که در پایان با ترکیب هدفمندی از بی‌نظمی‌ها نتیجه غافلگیرکننده‌ای برای داوران به وجود آورد. در بخش فینال این قسمت از میان شرکت‌کنندگان به عنوان یکی از دو نفر منتخب داوران به مرحله دوم راه یافت.
سخندان برای دومین اجرای خود در قسمت نهم مرحله دوم این مسابقه نیز موفق شد از همهٔ داوران زنگ سفید (رای بله داوران) دریافت نماید.